# Калугерець
Калугерець (мак. Калуѓерец) — село у Північній Македонії, входить до складу общини Македонський Брод Південно-Західного регіону.
Населення — 47 осіб (перепис 2002), за етнічним складом — 46 македонців.